# Valencianas de Juncos 2025
Questa voce raccoglie le informazioni riguardanti le Valencianas de Juncos nella stagione 2025.

## Stagione
Le Valencianas de Juncos disputano la loro ventesima Liga de Voleibol Superior Femenino, classificandosi al sesto posto in regular season: ai quarti di finale dei play-off scudetto vengono eliminate in tre giochi dalle Cangrejeras de Santurce.

## Organigramma societario
Area direttiva
- Presidente: Humberto Quintana

Area tecnica
- Allenatore: Gerardo de Jesús (fino a febbraio[2]), Juan Figueroa (da febbraio[2])

## Rosa
| N° | Nome                | Ruolo | Data di nascita  | Nazionalità sportiva |
| -- | ------------------- | ----- | ---------------- | -------------------- |
| 1  | Keishlyann Sánchez  | S     | 9 novembre 2001  | Porto Rico           |
| 2  | Gabriela Cabrera    | S     | 26 dicembre 2001 | Porto Rico           |
| 3  | Jaelyn Hodge        | S     | 25 agosto 2002   | Stati Uniti          |
| 4  | Nomaris Vélez       | L     | 11 giugno 1993   | Porto Rico           |
| 5  | Jerika Rodríguez    | L     | 11 gennaio 2004  | Porto Rico           |
| 6  | Kayleen Laguna      | S     | 26 aprile 2005   | Porto Rico           |
| 7  | Yaidaliz Rosado     | L     | 24 aprile 2002   | Porto Rico           |
| 8  | Naomi Cabello       | P     | 14 giugno 2002   | Porto Rico           |
| 9  | Paola Matos         | O     | 24 dicembre 2002 | Porto Rico           |
| 10 | Seliann Concepción  | S     | 2 febbraio 2000  | Porto Rico           |
| 11 | Elissa Alcántara    | O     | 11 gennaio 2001  | Porto Rico           |
| 12 | Richmille Del Valle | C     | 4 febbraio 2002  | Porto Rico           |
| 14 | Lindsay Stalzer     | S     | 25 luglio 1984   | Stati Uniti          |
| 15 | Adriana Rodríguez   | C     | 25 maggio 2002   | Porto Rico           |
| 16 | Alanys Otero        | P     | 2 febbraio 2005  | Porto Rico           |
| 17 | Alexia Kuehl        | C     | 11 agosto 2001   | Stati Uniti          |
| 18 | Gabrielle Gonzales  | S     | 5 ottobre 2000   | Stati Uniti          |
| 18 | Emily Elliott       | O     | 14 febbraio 2003 | Stati Uniti          |
| 19 | Markenzie Benoit    | C     | 12 maggio 1999   | Stati Uniti          |

## Mercato
| Acquisti                               | Acquisti            | Acquisti                | Acquisti   |
| R.                                     | Nome                | da                      | Modalità   |
| -------------------------------------- | ------------------- | ----------------------- | ---------- |
| O                                      | Elissa Alcántara    | Bergamo 1991            | definitivo |
| P                                      | Naomi Cabello       | North Carolina State    | definitivo |
| S                                      | Gabriela Cabrera    | UPR Mayagüez            | definitivo |
| S                                      | Seliann Concepción  | Pinkin de Corozal       | definitivo |
| C                                      | Richmille Del Valle | UPR Rio Piedras         | definitivo |
| S                                      | Gabrielle Gonzales  | Vegas Thrill            | definitivo |
| S                                      | Jaelyn Hodge        | Arizona                 | definitivo |
| C                                      | Alexia Kuehl        | Central Florida         | definitivo |
| P                                      | Alanys Otero        | Tennessee State         | definitivo |
| C                                      | Adriana Rodríguez   | Pinkin de Corozal       | definitivo |
| L                                      | Yaidaliz Rosado     | Miami (Florida)         | definitivo |
| Trasferimenti nel corso della stagione |                     |                         |            |
| C                                      | Markenzie Benoit    | Nakhon Ratchasima       | definitivo |
| O                                      | Emily Elliott       | CSU Los Angeles         | definitivo |
| S                                      | Lindsay Stalzer     | Cangrejeras de Santurce | definitivo |
| L                                      | Nomaris Vélez       | -                       | definitivo |

| Cessioni                               | Cessioni           | Cessioni         | Cessioni   |
| R.                                     | Nome               | a                | Modalità   |
| -------------------------------------- | ------------------ | ---------------- | ---------- |
| O                                      | Elissa Alcántara   | Bergamo 1991     | definitivo |
| L                                      | Madison Cruzado    | Mets de Guaynabo | definitivo |
| S                                      | Amethyst Harper    | Markopoulo       | definitivo |
| C                                      | Sh'Diamond Holly   | -                | ritirata   |
| P                                      | Laia Jaca          | -                | ritirata   |
| P                                      | Kris Justiniano    | -                | ritirata   |
| P                                      | Isabelle Morgan    | Gislaved         | definitivo |
| C                                      | Rosemarie Rivera   | -                | ritirata   |
| Trasferimenti nel corso della stagione |                    |                  |            |
| S                                      | Seliann Concepción | -                | svincolata |
| S                                      | Gabrielle Gonzales | -                | svincolata |
| C                                      | Alexia Kuehl       | -                | svincolata |
| O                                      | Paola Matos        | -                | svincolata |
| S                                      | Lindsay Stalzer    | -                | svincolata |

## Risultati

### LVSF

#### Regular season
| 17 gennaio 2025 Coliseo Roger L. Mendoza, Caguas       | Criollas de Caguas      | 3 - 1 | Valencianas de Juncos   | 25-20, 23-25, 25-17, 25-19        |
| 24 gennaio 2025 Coliseo Roberto Clemente, San Juan     | Cangrejeras de Santurce | 3 - 0 | Valencianas de Juncos   | 26-24, 25-8, 25-20                |
| 26 gennaio 2025 Coliseo Juan Aubín Cruz Abreu, Manatí  | Atenienses de Manatí    | 3 - 0 | Valencianas de Juncos   | 25-15, 25-22, 25-18               |
| 30 gennaio 2025 Coliseo Rafael Amalbert, Juncos        | Valencianas de Juncos   | 3 - 0 | Changas de Naranjito    | 25-19, 25-23, 25-18               |
| 1º febbraio 2025 Coliseo Rafael Amalbert, Juncos       | Valencianas de Juncos   | 1 - 3 | Criollas de Caguas      | 25-23, 24-26, 31-33, 23-25        |
| 4 febbraio 2025 Coliseo Mario Morales, Guaynabo        | Mets de Guaynabo        | 3 - 2 | Valencianas de Juncos   | 25-17, 13-25, 25-16, 20-25, 15-10 |
| 7 febbraio 2025 Coliseo Rafael Amalbert, Juncos        | Valencianas de Juncos   | 0 - 3 | Cangrejeras de Santurce | 24-26, 23-25, 29-31               |
| 9 febbraio 2025 Coliseo Rafael Amalbert, Juncos        | Valencianas de Juncos   | 3 - 2 | Atenienses de Manatí    | 25-16, 22-25, 23-25, 25-14, 15-9  |
| 13 febbraio 2025 Coliseo Gelito Ortega, Naranjito      | Changas de Naranjito    | 3 - 0 | Valencianas de Juncos   | 25-23, 25-18, 25-20               |
| 15 febbraio 2025 Coliseo Roger L. Mendoza, Caguas      | Criollas de Caguas      | 3 - 0 | Valencianas de Juncos   | 25-23, 25-17, 28-26               |
| 20 febbraio 2025 Coliseo Rafael Amalbert, Juncos       | Valencianas de Juncos   | 2 - 3 | Mets de Guaynabo        | 25-13, 19-25, 25-19, 23-25, 23-25 |
| 27 febbraio 2025 Coliseo Juan Aubín Cruz Abreu, Manatí | Atenienses de Manatí    | 3 - 0 | Valencianas de Juncos   | 25-16, 25-19, 25-16               |
| 1º marzo 2025 Coliseo Rafael Amalbert, Juncos          | Valencianas de Juncos   | 3 - 2 | Changas de Naranjito    | 25-21, 15-25, 22-25, 25-22, 15-6  |
| 5 marzo 2025 Coliseo Rafael Amalbert, Juncos           | Valencianas de Juncos   | 1 - 3 | Criollas de Caguas      | 25-23, 22-25, 25-27, 20-25        |
| 7 marzo 2025 Coliseo Rafael Amalbert, Juncos           | Valencianas de Juncos   | 3 - 2 | Mets de Guaynabo        | 27-25, 23-25, 16-25, 25-23, 15-13 |
| 9 marzo 2025 Coliseo Rafael Amalbert, Juncos           | Valencianas de Juncos   | 1 - 3 | Cangrejeras de Santurce | 18-25, 25-23, 17-25, 19-25        |
| 13 marzo 2025 Coliseo Rafael Amalbert, Juncos          | Valencianas de Juncos   | 0 - 3 | Atenienses de Manatí    | 15-25, 27-25, 21-25               |
| 15 marzo 2025 Coliseo Gelito Ortega, Naranjito         | Changas de Naranjito    | 0 - 3 | Valencianas de Juncos   | 15-25, 22-25, 23-25               |
| 18 marzo 2025 Coliseo Mario Morales, Guaynabo          | Mets de Guaynabo        | 3 - 2 | Valencianas de Juncos   | 25-23, 19-25, 23-25, 25-23, 15-10 |
| 20 marzo 2025 Coliseo Roberto Clemente, San Juan       | Cangrejeras de Santurce | 3 - 0 | Valencianas de Juncos   | 25-20, 25-19, 25-18               |

#### Play-off
| Quarti di finale (gara 1) - 25 marzo 2025 Coliseo Roberto Clemente, San Juan | Cangrejeras de Santurce | 3 - 2 | Valencianas de Juncos   | 29-27, 22-25, 26-24, 19-25, 15-12 |
| Quarti di finale (gara 2) - 27 marzo 2025 Coliseo Rafael Amalbert, Juncos    | Valencianas de Juncos   | 0 - 3 | Cangrejeras de Santurce | 17-25, 20-25, 19-25               |
| Quarti di finale (gara 3) - 29 marzo 2025 Coliseo Roberto Clemente, San Juan | Cangrejeras de Santurce | 3 - 0 | Valencianas de Juncos   | 25-22, 25-23, 25-17               |

## Statistiche

### Statistiche di squadra
| Competizione | Punti | In casa | In casa | In casa | In trasferta | In trasferta | In trasferta | Totale | Totale | Totale |
| Competizione | Punti | G       | V       | P       | G            | V            | P            | G      | V      | P      |
| ------------ | ----- | ------- | ------- | ------- | ------------ | ------------ | ------------ | ------ | ------ | ------ |
| LVSF         | 15    | 11      | 4       | 7       | 12           | 1            | 11           | 23     | 5      | 18     |
| Totale       | -     | 11      | 4       | 7       | 12           | 1            | 11           | 23     | 5      | 18     |

G = partite giocate; V = partite vinte; P = partite perse

### Statistiche dei giocatori
Dati non disponibili.